# Holbeach United FC
Holbeach United FC is een voetbalclub uit Engeland, die in 1929 opgericht en afkomstig is uit Holbeach. De Club speelt anno 2021 bij United Counties League.

## Erelijst
- United Counties League Premier Division (3) : 1989–1990, 2002–2003, 2012–2013
- United Counties League League Cup (1) : 1989-1990
- United Counties League Benevolent Cup (1) : 1989-1990
- United Counties League Division One Cup (1) : 1964-1965
- Lincolnshire Senior A Cup (5) : 1983-1984, 1984-1985, 1986-1987, 1994-1995, 2002-2003
- Lincolnshire Senior B Cup (1) : 1957-1958
- Lincolnshire Senior Trophy (3) : 2011-2012, 2012-2013, 2017-2018

## Records
- Beste FA Cup prestatie : Eerste ronde, 1982-1983
- Beste FA Trophy prestatie : Tweede kwalificatieronde, 1969-1970 & 1971-1972
- Beste FA Vase prestatie : Vijfde ronde, 1988-1989 & 2014-2015
- Meeste toeschouwers in een wedstrijd : 4094 tegen Wisbech Town. In FA Cup Eerste kwalificatieronde op 28 september 1955